# حامل (موسیقی)

خط‌های حامل

حامل (انگلیسی: Staff)، در تئوری موسیقی عبارت است از تعدادی خطوط افقی و موازی با فواصل مساوی که نت‌های موسیقی روی خطوط و بین خطوط و یک نُت بالای حامل و یک نُت پایینِ حامل نوشته می‌شوند. خطوط حامل از پایین به بالا شمرده می‌شوند.
پنج خط حامل رایج‌ترین خطوط حامل (غیر کوبه‌ای) هستند و جای نت‌ها در این خطوط بستگی به انتخاب «کلید» دارد و نام آن کلید مبدأ یک نت قرار گرفته و یکی از هفت نت موسیقی در آن نوشته می‌شود. به‌عنوان مثال در «کلید سل» ، نت سل روی خط دوم، نت مبدأ است که به‌ترتیب از پایین به بالا، پنج نت (می، سل، سی، ر، فا) روی خطوط، چهار نت (فا، لا، دو، می) بین خطوط، نت «ر» در زیر خط حامل و نت «سل» بالای خط حامل قرار می‌گیرد.